# 中院區
中院區（：／ Jungwon gu */?）位於大韓民國京畿道城南市的東北部，是城南市三個區之一。中院區的面積有26.39平方公里，人口269,667人（104,062個家庭）。

## 行政區劃
- 城南洞（성남동）
- 中洞
- 金光1洞（금광1동）
- 金光2洞（금광2동）
- 銀杏1洞（은행1동）
- 銀杏2洞（은행2동）
- 上大院1洞（상대원1동）
- 上大院2洞（상대원2동）
- 上大院3洞（상대원3동）
- 下大院洞（하대원동）

## 參看
- 城南市

## 外部連結
- 中院區政府官方網址（页面存档备份，存于）